# Stephan Mangold
Stephan Eberhard Mangold, född 1 augusti 1951 i Bamberg i Tyskland, är en svensk ingenjör och uppfinnare. 
Mangold föddes i Tyskland och växte upp i Burträsk i Västerbotten och Nässjö i Småland. Han utbildade sig till civilingenjör på Chalmers tekniska högskola med examen 1977. Han disputerade 1981 på Chalmers på en avhandling om en programmerbar hörapparat och arbetade sedan som docent i innovationsteknik på Chalmers.
Mangold byggde upp Experimentum på Nääs fabriker, som invigdes 1994 och som 2001 övertogs av och integrerades i Universeum i Göteborg.
Han fick Gustaf Dalénmedaljen 2005.
Mangold är gift med barnboksförfattaren Maud Mangold.